# Parco nazionale di Nambung
Il parco nazionale di Nambung (in lingua inglese: Nambung National Park) è un'area protetta dell'Australia Occidentale che si estende per oltre 190 km².